# Ukrajinska ustanička armija
Ukrajinska ustanička armija (ukrajinski: Українська повстанська армія, Ukrajinska povstans'ka armija) ili UPA (ukr. УПА) je nacionalno oslobodilačka ukrajinska vojska koja je djelovala na prostorima zapadne Ukrajine odnosno središnje Europe u Drugom svjetskom ratu i nakon njegova završetka, od 1942. pa sve do 1949. odnosno 1956. godine kada je posve ugašena aktivnost njezinih članova. Njezina snaga kretala se između 20 i 200 tisuća vojnika. 

## Formiranje i vodstvo
Ukrajinska ustanička armija (UPA) ratovala je protiv nacističke Njemačke, Sovjetskog Saveza, Čehoslovačke, partizanske i komunističke Poljske i nešto manje Rumunjske. UPA vojska bila je sastavni dio Organizacije ukrajinskih nacionalista – Banderinog odjeljka, a posve je formirana u ljeto 1943. u ukrajinskoj regiji Volinija. Predvodnici vojske bili su redom Vasylj Ivakhiv, Dmytro Kljačkivskyj, Roman Šuhevyč i Vasylj Kuk. 

## Ciljevi i degradacija
Primarni cilj UPA vojske bio je oslobođenje etnički ukrajinskih prostora od nacističkih i boljševisitičkih okupanata te uspostavljanje posve neovisne Ukrajine. Sovjetska manipulacija povjesnim dokumentima odgovorna je za prikrivanje činjenica i istine o UPA vojsci koja je često optuživana za zločine počinjene od strane sovjetskog NKVD-a. Povijest vojske do danas nije posve istražena, ali se percepcija o toj vojsci u posljednjih nekoliko godina pozitivno promijenila jer se uvidom u tajne sovjetske arhive utvrdilo da vojska nije bila odgovorna za mnoge zločine koji su joj se prethodno stavljali na teret.

## Vanjske poveznice
- eng. {{{1}}} PETLURA, KONOVALETS, BANDERA - Three Leaders of Ukrainian Liberation Movement murdered by Order of Moscow (audiobook)
- Ukrainian Insurgent Army (eng.)
- Ljetopis UPA vojske (eng.)  Arhivirana inačica izvorne stranice od 22. listopada 2008. (Wayback Machine)